# 伯氏癒齒鯛
伯氏癒齒鯛為輻鰭魚綱鱸形目鱸亞目癒齒鯛科的一種，為熱帶海水魚，分布於中西大西洋美國北卡羅萊納州至南美洲北部海域，深度101-476公尺，體長可達13公分，棲息岩石底質底層水域，生活習性不明。

## 擴展閱讀
維基物種上的相關：伯氏癒齒鯛